# Phép lạ

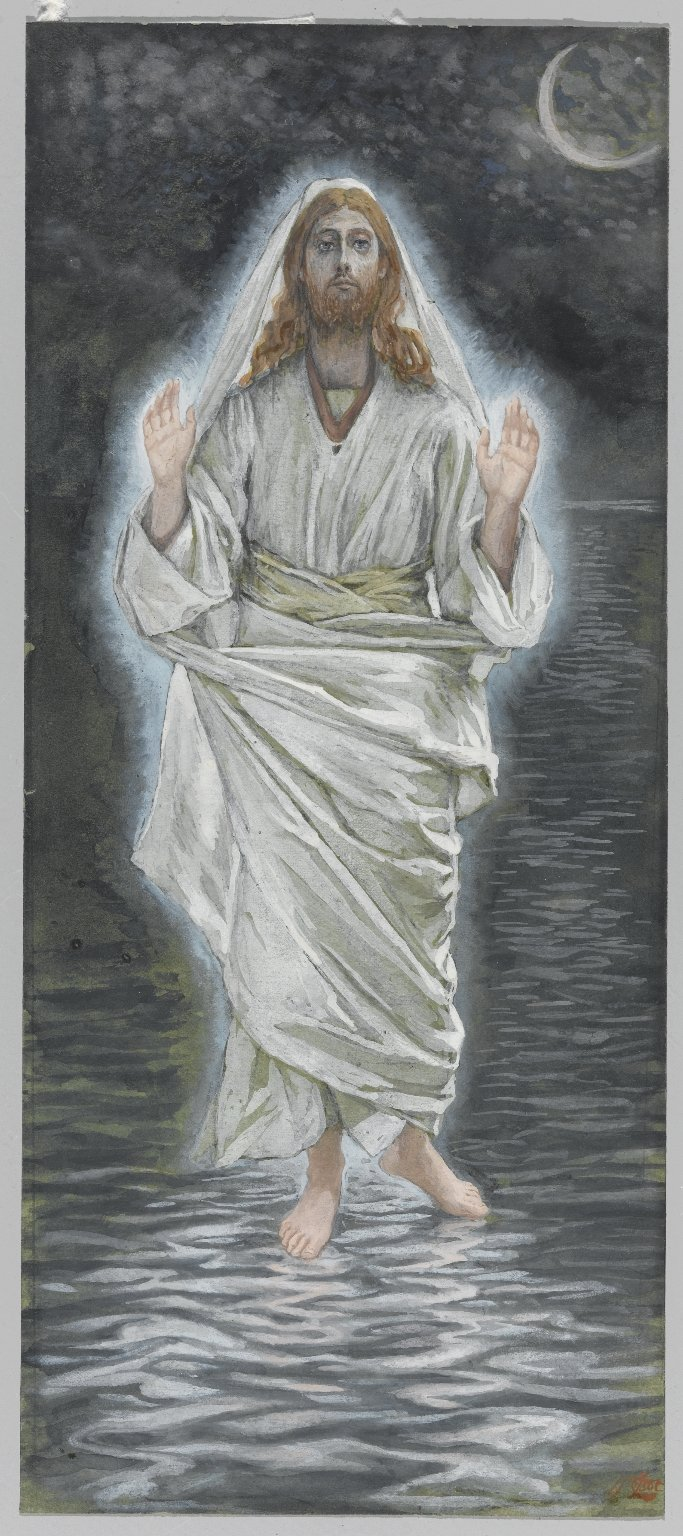
Đi bộ trên mặt nước là một trong nhiều kỳ công phép lạ thường được gán cho Giêsu Kitô

Một phép lạ hay thần thông, điều kỳ diệu, kỳ tích, phép màu là một sự kiện hay một hiện tượng không thể giải thích được bằng các quy luật chung (như các định luật khoa học). Các phép lạ thường được gán cho các thế lực siêu nhiên (như thần, thánh, chúa, tiên), các thế lực pháp thuật (như pháp sư, phù thủy) hay một nhà lãnh đạo tôn giáo.

## Trong các tôn giáo

### Phật giáo
Trong Phật giáo, thần thông là sức mạnh tâm linh, đạt được do thiền định hay do tu tập một pháp môn nào đó. Thần thông đầy đủ nhất là lục thông.Ví dụ như các Lạt-ma ở Tây tạng tu theo pháp môn Mật Tông của Phật giáo, họ có thể sống trên đỉnh núi Himalaya lạnh lẽo chỉ với một mảnh vải che thân, có thể khinh công chạy trên cỏ, leo lên vách núi.
Trong Phật giáo, Đức Phật được cho là đã chỉ dạy "không nên lưu tâm quá mức" tới những việc thi triển thần thông phép lạ, và Ngài cho rằng các phép lạ chỉ trình bày "thành thạo được một số ít thần thông phát triển nơi một số người". Những người có phép lạ không nhất thiết là bậc giác ngộ hay các bậc thánh.

### Thiên Chúa giáo
Các tín đồ Thiên Chúa giáo tin rằng "Đức Chúa Trời ban quyền năng cho Chúa Giê-su để làm những việc mà người thường không thể làm được", và "Chúa Giê-su làm rất nhiều phép lạ, phần lớn được đông người chứng kiến".

## Luật Littlewood
Đôi khi một sự việc hiếm khi xảy ra (xảy ra với xác suất thấp) cũng được gọi là phép lạ. Trong tác phẩm năm 1986 A Mathematician's Miscellany của mình, giáo sư John Edensor Littlewood đưa ra quy luật thống kê sau: một người bình thường sẽ trải nghiệm một phép lạ (được định nghĩa là những sự kiện xảy ra với xác suất một phần triệu) khoảng một lần mỗi tháng.
Tuy nhiên, cũng có tác giả cho rằng không nên sử dụng từ phép lạ với những sự việc hiếm khi xảy ra.

## Trong văn hóa dân gian Việt Nam
Trong văn hóa dân gian Việt Nam, các phép lạ thường xuất hiện như khả năng đặc biệt của các vị thần (ví dụ các vị Tứ bất tử hay các vị Thành hoàng làng).
Một số phép lạ của các vị tứ bất tử:
- Sơn Tinh có tài lạ: vẫy tay về phía đông, phía đông nổi cồn bãi; vẫy tay về phía tây, phía tây mọc lên từng dãy núi đồi.[4]
- Thánh Gióng, khi còn là đứa trẻ, lúc nghe sứ giả tìm người đánh giặc, bỗng ăn nhiều và lớn nhanh như thổi. Đánh giặc xong, Thánh Gióng cởi áo cưỡi ngựa mà lên trời.
- Chử Đồng Tử học được pháp thuật từ một vị tăng sĩ, có hai bảo bối thần thông là cây gậy và chiếc nón lá.[5]
- Liễu Hạnh công chúa nhiều lần giáng trần.